# Орлов, Михаил Алексеевич (государственный деятель)
Михаил Алексеевич Орлов — советский хозяйственный, государственный и политический деятель.

## Биография
Родился в 1929 году. Член КПСС.
В 1965—1968 — председатель Коломенского горисполкома.
В 1968—1974 — первый секретарь Коломенского горкома КПСС.
В 1975—1990 — председатель Московского областного Совета профессиональных союзов.
С 1990 — персональный пенсионер союзного значения.
Делегат XXIV, XXV, XXVI, XXVII съездов КПСС, XIX партконференции.
Жил в Москве.

## Награды
- Орден Дружбы народов (14.11.1980)
- Почётная грамота Президиума Верховного Совета РСФСР (22.08.1989)